# Кутно (гмина)
Кутно (пол. Kutno) — сельская гмина (волость) в Польше, входит как административная единица в Кутновский повет, Лодзинское воеводство. Население — 8388 человек (2004).

## Сельские округа
1. Белявки
2. Божа-Воля
3. Бышев
4. Флёрек
5. Новы-Голембев
6. Грабкув
7. Гнойно
8. Юлинки
9. Комадзын
10. Котлиска
11. Комадзын
12. Кшесин
13. Лещынек
14. Лешно
15. Малина
16. Марянки
17. Нагодув
18. Нова-Весь
19. Новы-Голембевек
20. Пивки
21. Подчахы
22. Рациборув
23. Сецехув
24. Серакув
25. Станиславув
26. Стары-Голембевек
27. Стшегоцин
28. Вежбе
29. Вознякув
30. Врочины
31. Высока-Велька
32. Журавенец

## Соседние гмины
1. Гмина Дашина
2. Гмина Кросневице
3. Гмина Кшижанув
4. Кутно
5. Гмина Ланента
6. Гмина Нове-Островы
7. Гмина Стшельце
8. Гмина Витоня